# ヒステロスコピー
ヒステロスコピー（英:Hysteroscopy）は、子宮内にカメラ機器を挿入し子宮内部を拡大観察する検査法。

## 歴史
古くは19世紀から存在していた。

## 適応
一般に子宮体癌の検査に用いられる。